# Josette Mortier
Josette Mortier née Israël (Metz, 2 novembre 1928 - Metz, 29 mars 1976) est une artiste peintre française dont l’œuvre se rattache à l'Art naïf.
Certaines de ses peintures sont conservées au Musée international d'art naïf, et au Musée international d'art naïf Anatole Jakovsky. D’autres appartiennent à des collections privées.

## Biographie
Née Josette Benjamine Israël à Metz le 2 novembre 1928, Josette Mortier étudie les beaux-arts à Nancy de 1951 à 1956. Ses qualités y sont reconnues mais on lui reproche son goût de l'anecdote. Découragée, elle quitte l’école avant d’obtenir son diplôme et renonce à toute ambition artistique. « Pendant huit ans, je n'ai plus touché un crayon ou un pinceau. »
Elle vivote piètrement comme représentante de commerce. Mariée en 1964, et bientôt mère de deux enfants, son besoin de créativité, refoulé depuis si longtemps, la saisit à nouveau, grâce à une amie qui lui offre « une merveilleuse boîte de crayons gras. » Elle se met au travail, encouragée par M. Longo, le Directeur des beaux-arts de Metz, et participe à différentes expositions collectives : Salon des indépendants (Paris, 1964), Manoir du Mad (Bayonville-sur-Mad, 1970) ; Galerie Isy Brachot (Bruxelles, 1972). Elle assure par ailleurs un cours de dessin pour enfants aux beaux-arts de Metz. Par le biais d'un récit ou d'un thème, elle suscite leur créativité tout en les formant en douceur aux méthodes techniques.
Découverte par Anatole Jakovsky, spécialiste d'art naïf, elle bénéficie de son soutien enthousiaste. Henry Bulawko (journaliste et écrivain) lui consacre également un article (mai 1964) et l'encourage à continuer, ainsi que Philippe Soupault, à qui elle offre une de ses toiles. Le collecteur d'art naïf Max Fourny, lui commande des peintures dans le cadre d’une exposition consacrée aux proverbes. Comme on fait son lit on se couche et La vérité sort de la bouche des enfants sont exposées à Bruxelles (Galerie Isy Brachot, juin 1972) puis reproduites dans le livre Les proverbes vus par les peintres naïfs, catalogue de l’exposition. Deux ans plus tard, Max Fourny lui commande une autre toile pour un second livre La chanson traditionnelle et les naïfs ; elle choisit d'illustrer une chanson de Georges Brassens La marche nuptiale. Ces trois peintures ont été léguées aux musées d'art naïf de Nice et de Paris.
L’attrait grandissant du public pour son œuvre la pousse à exposer pour la première fois individuellement une trentaine de toiles à la Galerie Antoinette (Paris VI) en septembre 1973. Mais son élan créateur est brusquement interrompu par la maladie et elle meurt à 47 ans.

## Technique
Josette Mortier utilise des crayons de couleurs gras dont elle superpose les couches pour obtenir une matière lisse et cirée.
Elle emploie des tons pastels ou des couleurs éteintes pour représenter des personnages au regard énigmatique, des bouquets de fleurs luxuriants, des paysages de campagnes ou de villes, mais surtout « des thèmes imaginaires où le quotidien anecdotique, la superposition insolite rejoignent des réalités transposées ».
Parmi les peintres naïfs, il nous faut distinguer entre ceux, plus ou moins habiles, qui s'efforcent de produire un petit morceau d'évasion, une carte postale agrandie, et les authentiques artistes dont l'écriture personnelle ne saurait être rattachée à aucune autre. En l'occurrence, « Josette Mortier est de la race de ces grands Naïfs qui, par son regard acéré et la solidité d'un dessin volontairement simplifié, a trouvé dans cette écriture un peu particulière le moyen de concilier réalité et révélation ».

## Thèmes

### Transfiguration du quotidien
Dans un entretien Josette Mortier confie qu'elle aime avant tout « le merveilleux quand il fait partie du réel ». Ainsi le cadran enluminé d'une horloge ancienne, l'odeur de la gare quand on s'en va, le parfum des petits enfants ... sont pour elle des joies permanentes .
À la fois influencée par ses souvenirs d'enfance, et par le spectacle de la rue, elle campe ses personnages avec une poésie teintée d'humour dans des scènes bien humaines : un mariage, un enterrement, une fête foraine, un cirque...
La transcription ornementale d'éléments naturels (flore, faune) ou manufacturés (étoffes, parures, ameublement) ainsi que la richesse des coloris lui permettent de sublimer ces scènes du quotidien. Elle a peint, sur des toiles de petite taille, des vues de la ville ou de la campagne, mais l’originalité de son art réside incontestablement dans ses portraits ou ses scènes narratives (qui occupent, eux, des toiles de grand format).
Les thèmes, en apparence anodins, sont à la fois joyeux et mélancoliques, comme si elle cherchait à représenter une certaine quête du bonheur perdu. Il semble que Josette Mortier n'ait cherché dans ses premières toiles qu'à décrire le monde, mais elle y introduit progressivement une touche surréaliste par l'ajout de symboles ou d'éléments insolites qui invitent au déchiffrage et à l'interprétation.

### Personnages
Sans doute nostalgique d'une époque révolue où les gens mettaient un soin particulier à se vêtir, Josette Mortier consacre une attention amoureuse au vêtement de ses personnages ainsi qu'aux accessoires dont ils s'entourent. On pourrait dire qu'elle les observe avec une curiosité amusée et s'applique à reproduire chaque détail de leurs costumes (qui sont ceux des années 1920 à 1970).
Elle fait sa joie de la diversité des styles, et ses portraits de groupe font parfois songer aux inventaires de Prévert. Élégante outrageusement fardée, arborant une fourrure de léopard, modeste fonctionnaire à chapeau mou et complet-veston, soixante-huitarde en minijupe sont placés côte à côte comme pour une photo de famille.
Son esprit bohème attribue souvent à ces personnages imaginaires des animaux de compagnie, (peut être emblématiques), qu'ils soient familiers (chiens et chats) ou insolites (renards, singes, colombes, flamants roses, labradors, papillons).
Il arrive que ses modèles empruntent les traits d'amis ou de parents, tirés de son entourage ou « surnageant de sa profonde mémoire ».

### Mélancolie

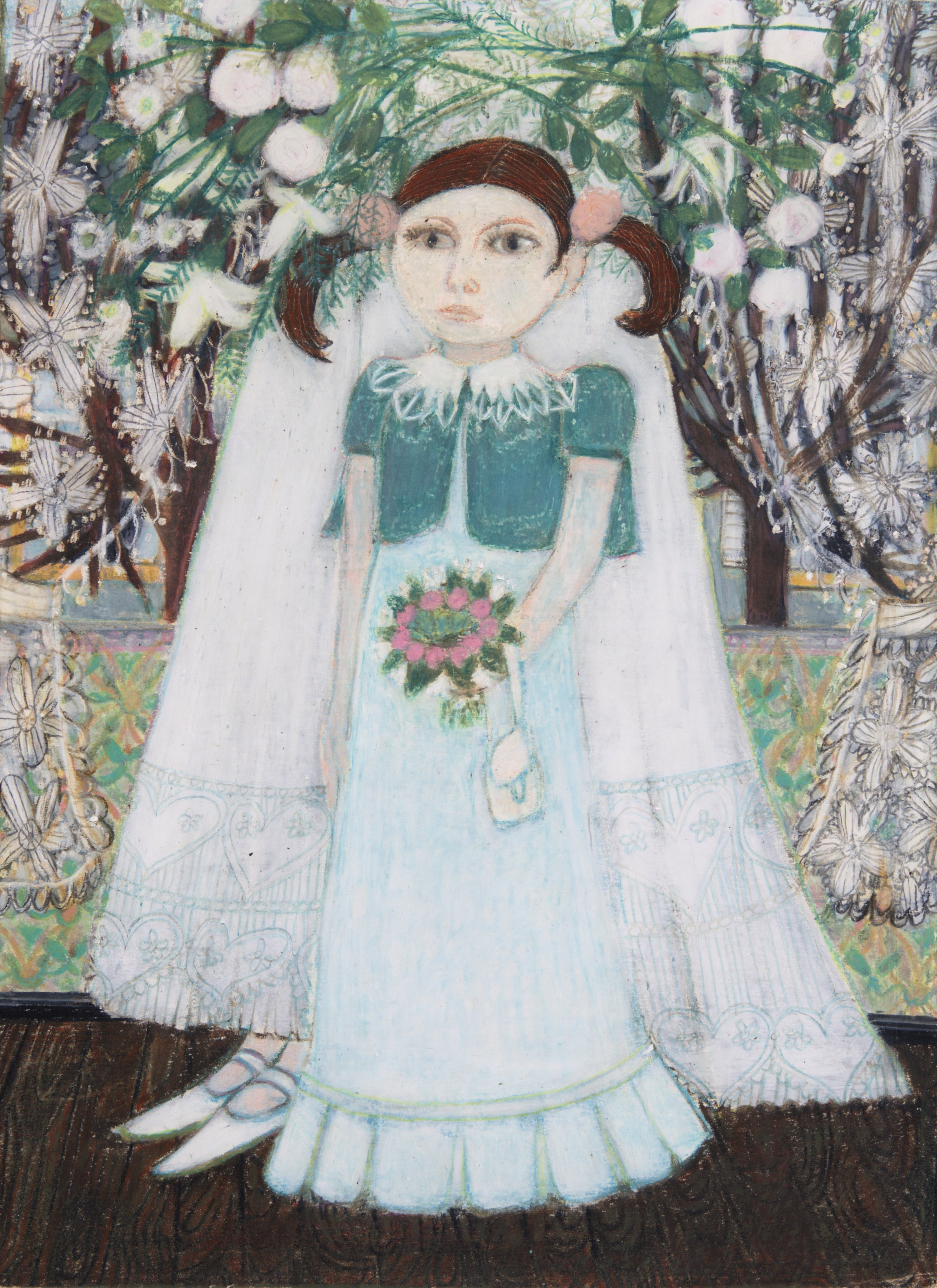
Demoiselle d'honneur

La quête du merveilleux ainsi que l'humour de l'artiste ne doivent pas faire oublier le regard perdu au loin, mélancolique de tant de ses modèles qui semblent rêver les yeux ouverts.
Paul Caso distingue « l'unité de style et de climat » de ces œuvres étrangement pathétiques, qui fait « oublier le charme aimable de la candeur ». Cette tristesse émanant des personnages est confirmée par le fait qu'ils ne se touchent pas, ne se regardent pas, s'entourent d'accessoires ou d'animaux de compagnie... Ils « illustrent le drame de la solitude, de cette solitude après laquelle pourtant on aspire [...] La consolation serait-elle hors de ce monde, dans ce lointain mystérieux qui n'existe que chez les rêveurs ? »
« Parmi cette foule de destins désunis, parmi ces êtres partant à la dérive, (…), Josette Mortier cherche et piège les regards perdus [...], pour révéler ce qui demeure envers et contre tout, de l'homme de tous les temps, le bleu de son âme... »

### Quête d'absolu
L’adhésion de Josette Mortier à l’école d'art naïf, malgré ses études académiques, correspond à son besoin de poésie et d’authenticité, débarrassé des préjugés de l'adulte. Parce qu'elle a conservé l’ingénuité de sa vision, elle est capable de saisir le mystère que chacun représente. Sa prédilection pour les couvre-chefs est à rapprocher de la curiosité naïve du Petit Prince lorsqu'il interroge le Vaniteux : « Et pour que le chapeau tombe, que faut-il faire ? ». Une réponse est esquissée à la fin du récit : « Ce que tu vois n'est qu'une écorce, l'essentiel est invisible pour les yeux ».
En définitive, la primauté des visages dans l'œuvre de Josette Mortier nous révèle son étonnement existentiel, et sans doute sa perception de l'Absolu : « Le visage de mon prochain est une altérité qui ouvre l'au-delà ».